# Vaïssac
Vaïssac település Franciaországban, Tarn-et-Garonne megyében. Lakosainak száma 952 fő (2022. január 1.). Vaïssac Génébrières, Monclar-de-Quercy, Nègrepelisse, Puygaillard-de-Quercy, Saint-Étienne-de-Tulmont és Bruniquel községekkel határos.

## Népesség
A település népessége az elmúlt években az alábbi módon változott:
| Lakosok száma | 826  | 841  | 865  | 870  | 884  | 896  | 930  | 940  | 952  |
|               | 2013 | 2015 | 2016 | 2017 | 2018 | 2019 | 2020 | 2021 | 2022 |